# Jules Malou

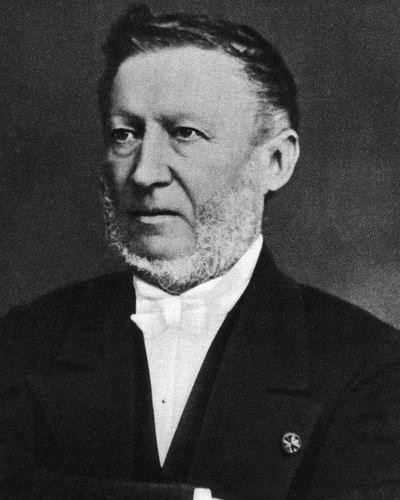
Jules Malou

Jules Édouard Xavier Malou (* 19. Oktober 1810 in Ypern; † 11. Juli 1886 in Sint-Lambrechts-Woluwe) war ein belgischer Staatsmann.

## Leben
Malou studierte in Lüttich, wurde 1840 Direktor im Justizministerium und wirkte seit 1841 als Mitglied der Zweiten Kammer, wo er die Interessen der ultramontanen Partei vertrat. 1844 wurde er zum Gouverneur von Antwerpen und am 30. Juli 1845 an der Seite des liberalen Sylvain van de Weyer zum Finanzminister berufen. Bei der Ministerkrisis im März 1846 blieb er zwar im Amt, legte aber 1847 nach dem liberalen Ausfall der Wahlen sein Portefeuille nieder. 1850 wurde er wieder in die Kammer gewählt und gehörte seitdem zu den Häuptern der klerikalen Partei. Von 1862 bis 1864 war er Mitglied des Senats. Ende 1871 wurde er Finanzminister und, obwohl nicht dem Namen nach, das Haupt des ultramontanen Ministeriums, das sich bis zum Juni 1878 behauptete. Danach war Malou Führer der klerikalen Opposition in der Deputiertenkammer. 1884 Ministerpräsident, beseitigte er die liberale Schulordnung, erregte dadurch aber eine solche Entrüstung in den Städten, dass die klerikalsten Mitglieder seines Kabinetts ihren Abschied erhielten, worauf er auch seine Entlassung nahm.

## Werke
Er schrieb außer kleineren Schriften:
- Notices historiques sur les finances de la Belgique de 1831–65 (Paris 1867)
- Lettres sur les chemins de fer de l'État belge (Brüssel 1867–1868)